# Kalfu
Kalfu oder [Met] Kalfou, französisch Carrefour oder genauer Maître Carrefour, deutsch sinngemäß Meister [der] Wegkreuzung, ist der kreolische Name eines zerstörerischen Loa (Geistwesen) im haitianischen Voodoo.

## Bedeutung
Kalfu ist ein Loa aus der Nachon Petro und damit ein zerstörerischer Geist. Sein wohltätiges Gegenstück ist der Rada-Loa Legba. Kalfu erlaubt oder verbietet anderen zerstörerischen Loa, in die materielle Welt einzutreten und Unglück, Fehlurteile und Ungerechtigkeit zu bewirken. Er wird mit Hexerei, Flüchen und schwarzer Magie in Verbindung gebracht und vereinzelt als Dämon angesehen, was von ihm selbst bestritten werde. Er soll die Geister der Nacht kontrollieren, wie Legba die Geister des Tages kontrolliert.
Zugleich genießt er großen Respekt im Voodoo, obgleich er kaum geliebt wird, und gilt als fähig, Menschen individuelle Problemlösungen anzubieten. Er gilt als zauberkräftig und soll Laubblätter in seiner Magie verwenden. Kalfu soll ferner in der Lage sein, Menschen in Tiere zu verwandeln und Gedanken zu kontrollieren. Er wird als großer, muskulöser Mann dargestellt und gilt als gewalttätig, soll aber besänftigt werden können. In seiner Funktion ähnelt er Pandora in der griechischen Mythologie. Er wird häufig mit Satan aus der römisch-katholischen Tradition gleichgesetzt.

## Kult
Sein Symbol ist der Mond. Seine Zeremonien werden bevorzugt an Wegkreuzungen abgehalten. Diese symbolisieren den Übertritt der Loa von der geistigen in die materielle Welt. In Kalfus Gegenwart soll nicht gesprochen werden, wenn er Besitz von einem Menschen ergreift. Die ihm zugeordnete Farbe ist Rot; als spezielles Opfer soll er mit Schießpulver versetzten Rum bevorzugen.